# Мартинелли, Габриэл
Габриэл Теодоро Мартинелли Силва (порт. Gabriel Teodoro Martinelli Silva; родился 18 июня 2001, Гуарульюс) — бразильский футболист, нападающий английского клуба «Арсенал» и сборной Бразилии. Чемпион Олимпийских игр 2020 в Токио.

## Клубная карьера
Начал футбольную карьеру в 2010 году в футзальной команде клуба «Коринтианс». В 2015 году стал игроком молодёжной команды клуба «Итуано». Проходил просмотр в английском «Манчестер Юнайтед» и испанской «Барселоне».
2 июля 2019 года подписал контракт с лондонским клубом «Арсеналом». 11 августа 2019 года дебютировал в английской Премьер-лиге, выйдя на замену Генриху Мхитаряну в матче против «Ньюкасл Юнайтед». 24 сентября 2019 года впервые вышел в стартовом составе «Арсенала» в матче Кубка Английской футбольной лиги против «Ноттингем Форест» и забил два мяча.

## Карьера в сборной
В мае 2019 года Мартинелли получил вызов в национальную сборную Бразилии для подготовки к предстоящему Кубку Америки.

## Статистика выступлений
По состоянию на 23 апреля 2025 года
| Выступление      | Выступление      | Выступление      | Чемпионат | Чемпионат | Кубки | Кубки | Еврокубки | Еврокубки | Итого | Итого |
| Клуб             | Лига             | Сезон            | Игры      | Голы      | Игры  | Голы  | Игры      | Голы      | Игры  | Голы  |
| ---------------- | ---------------- | ---------------- | --------- | --------- | ----- | ----- | --------- | --------- | ----- | ----- |
| Арсенал          | Премьер-лига     | 2019/20          | 14        | 3         | 5     | 4     | 7         | 3         | 26    | 10    |
| Арсенал          | Премьер-лига     | 2020/21          | 14        | 2         | 2     | 0     | 6         | 0         | 22    | 2     |
| Арсенал          | Премьер-лига     | 2021/22          | 29        | 6         | 7     | 0     | —         | —         | 36    | 6     |
| Арсенал          | Премьер-лига     | 2022/23          | 36        | 15        | 3     | 0     | 7         | 0         | 46    | 15    |
| Арсенал          | Премьер-лига     | 2023/24          | 35        | 6         | 3     | 0     | 6         | 2         | 44    | 8     |
| Арсенал          | Премьер-лига     | 2024/25          | 29        | 7         | 5     | 0     | 11        | 2         | 45    | 9     |
| Арсенал          | Итого            | Итого            | 157       | 39        | 25    | 4     | 37        | 7         | 219   | 50    |
| Всего за карьеру | Всего за карьеру | Всего за карьеру | 157       | 39        | 25    | 4     | 37        | 7         | 219   | 50    |

## Достижения
«Арсенал»
- Обладатель Кубка Англии: 2019/20
- Обладатель Суперкубка Англии: 2023

Сборная Бразилии (до 23 лет)
- Победитель Летних Олимпийских игр: 2020